# Настільна гра

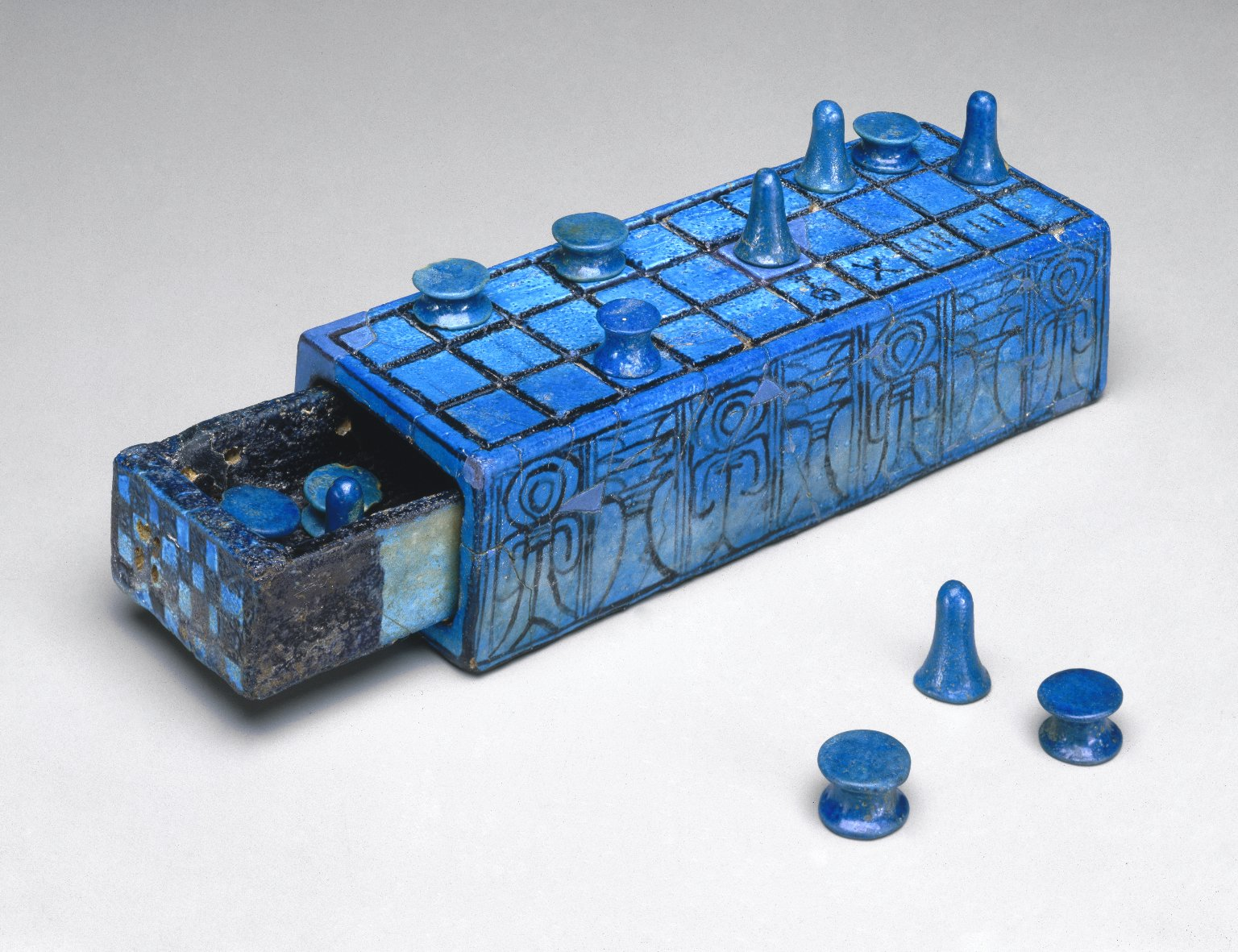
Одна з найдавніших ігор, єгипетський сенет

Насті́льна гра — термін, застосовуваний щодо ігор, в яких здійснюються маніпуляції з ігровими предметами на плоскій поверхні (зазвичай столі). Настільні ігри переважно розраховані на декількох людей (хоча у деяких настільних ігор є соло-режими). Вони ведуться в спокійній обстановці за столом і переважно є інтелектуальними, хоча є винятки, коли гра базується на швидкості реакції.

## Типи настільних ігор
Картярські настільні ігри — ігри із використанням гральних карт. Особливістю є випадковий порядок карт в колоді. Прикладами таких ігор є Бридж, Преферанс, Покер, Детектив клуб, Талос, Захисник корони. Зазвичай це азартні ігри.
Колекційні карткові ігри — ігри зі спеціальними наборами карт для конкретної гри, де кожен гравець має окрему колоду, яку сам складає, що визначає стратегію гри. Карти можуть продаватися і збиратися гравцями, звідки й назва. Відомими іграми цього типу є Magic: The Gathering, Pokemon, The Lord of the Rings, Горміти, Бакуган.
Ігри з костями (дайсами — англ. dices — кості) — настільні ігри, де використовуються гральні кості кубічної чи іншої форми. До них не відносяться ті ігри, де дайси є допоміжними предметами, наприклад, для визначення випадкових значень, як кількість ходів або сила атаки. Такими іграми є Кості, Крепс.
Ігри з мініатюрами — ті ігри, основою яких є переміщення і взаємодія спеціальних фігурок за попередньо визначеними правилами. Наприклад, Солдатики, Warhammer.
Вікторини — ігри, суть яких полягає в даванні відповідей на питання з різних галузей знань. При цьому не всі вікторини є настільними іграми, але є такі, які продаються в спеціальних наборах, мають ігрове поле, фішки з буквами тощо. Сюди відносяться Trivial pursuit, Brainstorm, Dixit, Дата: Фрагменти Історії.
Ігри на спеціальній дошці — ігри, що відбуваються на попередньо розміченій поверхні. Вони є одними з найдавніших настільних ігор. До таких ігор належать Го, Шахи, Шашки, Нарди, Реверсі, Скрабл, Монополія (гра), Китайські шашки, Абалон.
Імітаційні ігри — ігри, які імітують реальні явища, як то діяльність біржі. Відомими представниками є «Акціонер», «Біржа», сюди ж можна віднести «Монополію».
Рольові ігри — ігри, учасники яких беруть на себе якусь роль (наприклад, мага чи лицаря), яку відігрують, колективно створюючи історію. Сюди належать «Манчкін», «Dungeons & Dragons».
Пригодницькі настільні ігри — ігри, в якіх гравець грає як унікальний індивідуальний персонаж, що вдосконалюється протягом ігрового процесу.
Рухливі ігри — ігри, які відбуваються на спеціальній невеликій поверхні, але гравці повинні активно рухатися, проявляючи спритність та реакцію. Такими є настільний теніс, кікер.
Крім того, настільні ігри класифікуються за впливом випадковості. Оскільки в деяких передбачені випадкові значення, перемога не завжди визначається тактикою, стратегією чи швидкістю реакції. На противагу таким іграм існують логічні, до прикладу, шахи, де перемагає той, хто проявляє логічне мислення.

## Українські настільні ігри
Список настільних ігор розроблених в Україні:
- Настільна гра «Дата: Фрагменти Історії»[2][3][4]
- Настільна гра «Гобліни проти Гномів»
- Настільна гра «Захисник корони»
- Настільна гра «Котомафія»
- Настільна гра «Талос»
- Настільна гра «Містеріум»
- Настільна гра «Детектив клуб»
- Настільна гра «Козацький Похід»
- Настільна гра «Марсолови»
- Настільна гра «Чарівний світ. Джерело сили»[5]
- Настільна гра «Мавка: Між двома світами»[6]
- Настільна гра «Мавка: Магічна Верба»
- Настільна гра «Арідник»[7]
- Настільна гра "Галичина 1918–1919"
- Настільна гра "Дроноводи"

## Дивитися також
- Єврогра
- Воєнна гра